# Eduardo Rubio
Eduardo Rubio (ur. 7 listopada 1983 roku w Chuquicamacie) – chilijski piłkarz występujący na pozycji skrzydłowego lub napastnika.

## Kariera klubowa
Eduardo Rubio jest wychowankiem klubu CSD Colo-Colo. W 1999 roku rozpoczął treningi w zespole CD Universidad Católica, w którym w 2002 roku rozpoczynał zawodową karierę. W turnieju zamknięcia w 2005 roku wywalczył z nim mistrzostwo Chile. W trakcie rozgrywek w 2006 roku Rubio zanotował swój setny ligowy występ dla Universidadu Católica, a łącznie rozegrał dla niego 115 pojedynków i strzelił 25 bramek. W 2007 roku Rubio został zawodnikiem Cruz Azul, w którym zadebiutował 21 stycznia w wygranym 3:2 meczu z CF Pachuca.
Następnie chilijski piłkarz został wypożyczony do CSD Colo-Colo, z którym w turnieju zamknięcia zdobył drugie w swojej karierze mistrzostwo kraju. 19 lipca 2008 roku również na zasadzie wypożyczenia Rubio przeniósł się do FC Basel. W Axpo Super League zadebiutował 23 lipca w zwycięskim 1:0 spotkaniu przeciwko Grasshopper Club, kiedy to w 71. minucie zmienił Fabiana Freia. Pierwszą bramkę dla szwajcarskiej drużyny strzelił natomiast 9 sierpnia, kiedy to Basel pokonało 4:0 FC Vaduz. 13 sierpnia Rubio wystąpił w zremisowanym 0:0 meczu eliminacji do Ligi Mistrzów z Vitórią Guimarães i był to jego pierwszy występ w europejskich pucharach.
W 2009 roku Rubio powrócił do Chile i przeszedł do klubu Unión Española.

## Kariera reprezentacyjna
W reprezentacji Chile Rubio zadebiutował 17 listopada 2004 roku w przegranym 1:2 pojedynku z Peru rozegranym w ramach eliminacji do Mistrzostw Świata 2006. Wcześniej był członkiem drużyny narodowej do lat 20.